# ミルウォーキー鉄道EP-2型電気機関車
EP-2型電気機関車（以下バイポーラ）はミルウォーキー鉄道が1919年に導入した電気機関車で、ゼネラルエレクトリックにより5両が生産された。
旅客用として同社の大陸横断列車オリンピアン(Olympian)、コロンビアン(Columbian)、そしてオリンピアン・ハイアワサ等の牽引に活躍し、ミルウォーキー鉄道近代化の象徴として40年近くに渡り活躍した。

## 設計
1917年、1915年のミルウォーキー鉄道山岳線での電化に続いて、湾岸線の電化を進めることにした。このプロジェクトの一環として、ミルウォーキー鉄道はゼネラル・エレクトリック社（以下GE）に、5両の電気機関車の新調を1両あたり20万ドルで注文した（なお、ミルウォーキー鉄道の湾岸線電化に使用した費用の約半分がこうした電気機関車の製造費用であった。）。そのとき注文された機関車の設計は2年前に山岳線での最初の電化の際GEが提供したboxcab型機関車とは根本的に異なっていた。ミルウォーキー鉄道は、GEからこの設計を発注した唯一の鉄道だった。
最も顕著な機械の面での改良点は、主電動機であった。それらはバイポーラモーターとして知られている界磁極を2つだけ持つ電動機12台が、機関車の車軸側の台枠に直接取り付けられた。モーターの電機子を車軸に直接取り付けた設計であった。この設計により、ギアの歯車のうなり音だけでなく、高性能のRPM電動モータの音を取り除いたほぼ完全にノイズを抑えた。電気機関車でのバイポーラモーターの採用例はEP-2型以前にもあり、Asa F. Batchelderによって設計された同型のモーターは、数十年前にニューヨーク・セントラル鉄道のS-モーターに使用された。しかし、EP-2型は、同型のモーターを使用した車両のなかで最も大型の車両であった。
バイポーラのレイアウトも異例だった。機関車の車体は、3つのセクションから成っていた。小さな中央部のセクションには客車暖房供給用のSGが、大きな両端のセクションには、電気機器と独特の半円状のフードを持った運転室が備わっていた。機関車の車輪は4基の台車に分割され、機関車本体の端部が取り付けられる2つの中央のセクションは、ジョイントで繋がっている。動輪が12組あり、それに従輪を前後各1組加えた、1B + D + D + B1の軸配置となっていた。
バイポーラは単機でミルウォーキー鉄道の旅客列車を牽引可能なように設計された。当初、総括制御の装置は付けられていなかった。GEは、機関車の最高速度は、時速90マイル（時速145km）であると主張したが、ミルウォーキー鉄道は、時速70マイル（時速115km）と評価した。それらの性能は3,180馬力（2.37 MW）、走行中の牽引力 42,000lbf（190kN）、出発時の牽引力116,000lbf（520kN）であった。

## 運用

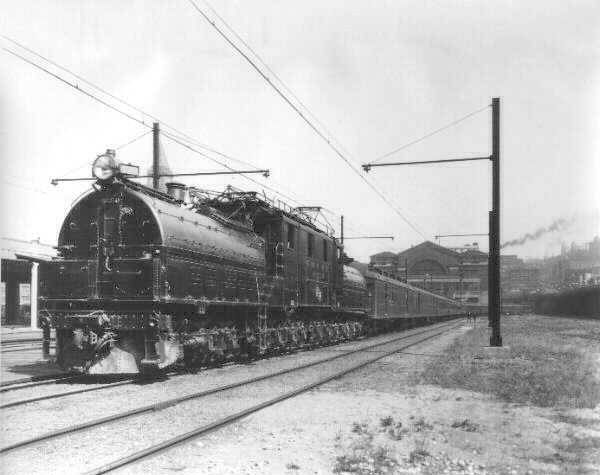
シアトルを出発するミルウォーキー鉄道 EP-2型EL バイポーラ（1925年）

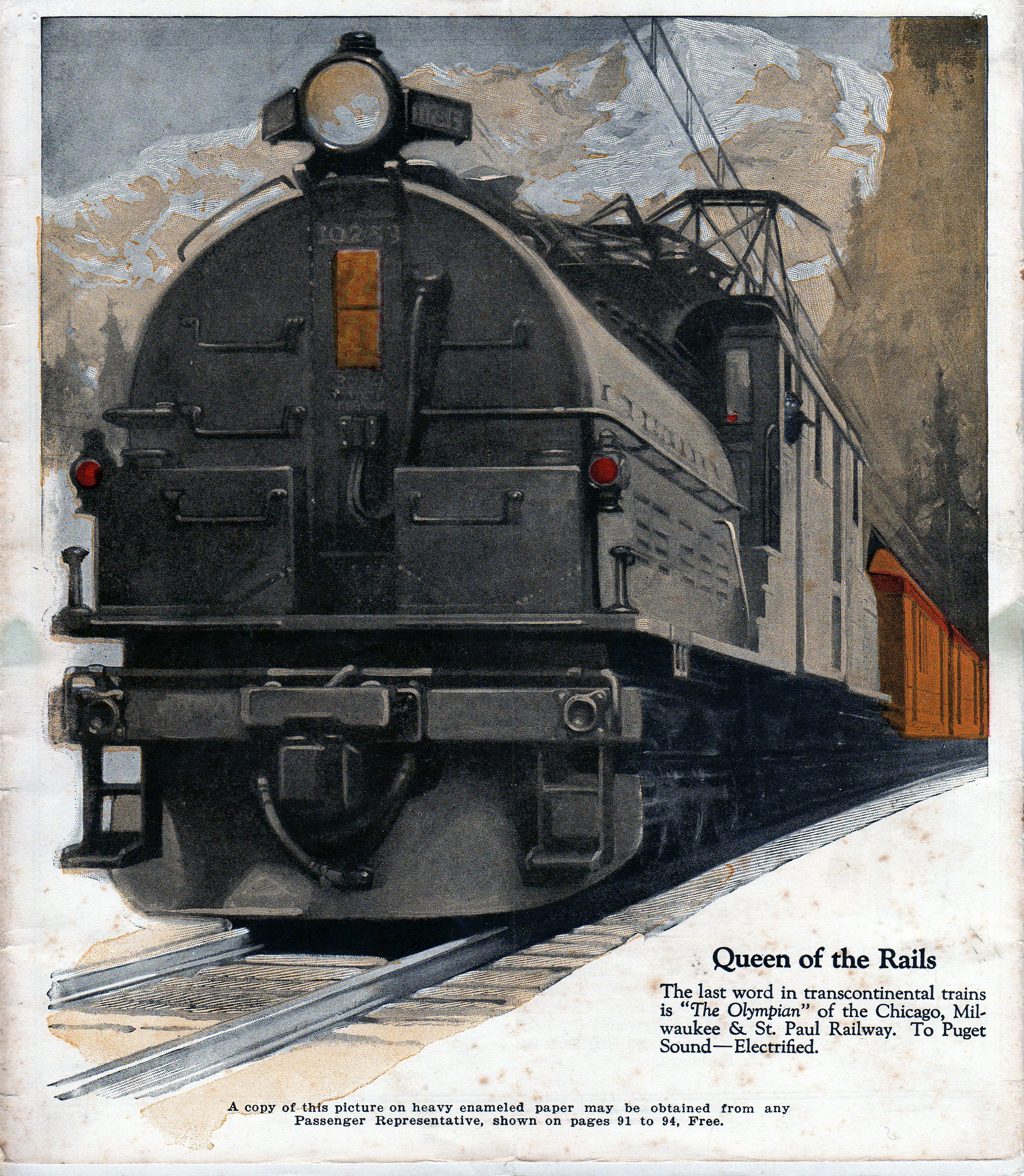
電化区間を行くEP-2型のイラスト。1925年の時刻表より

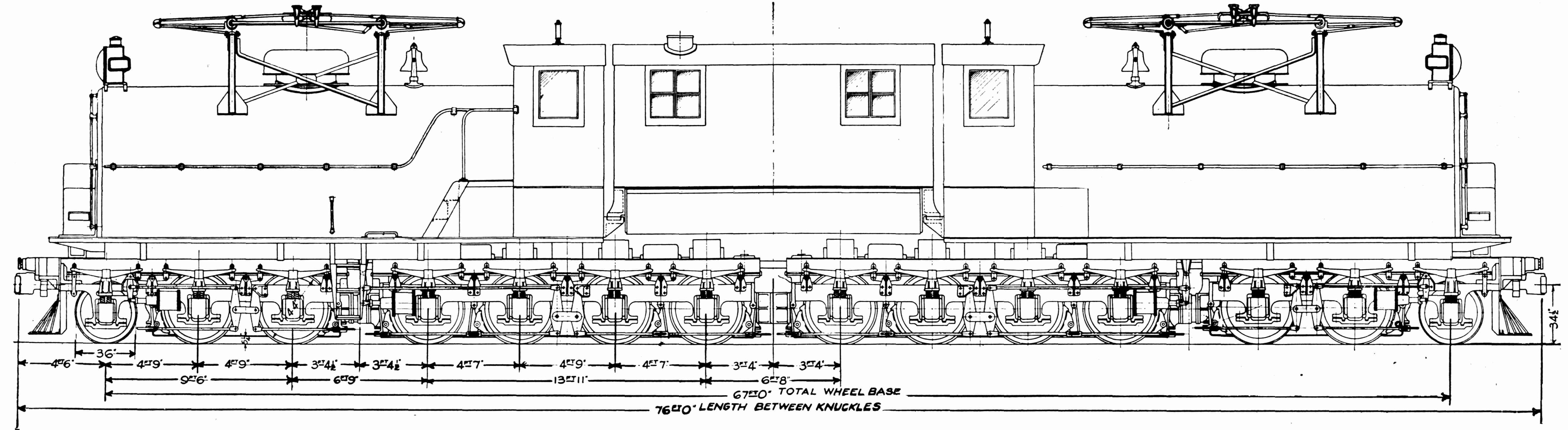
EP-2型の側面図

バイポーラは当初、ワシントン州のタコマ・オテロ(Othello)間のカスケード山脈越えの湾岸線(Coast Division)で運用された。モダンで独特なデザインから、ミルウォーキー鉄道の電気機関車の中で最も有名となり、従来の蒸気機関車より人々に強く魅了した。また、シカゴからシアトルへの優等列車であるオリンピアンの象徴になった。山岳線での試運転により、当時運用されていたGEとウェスティングハウス製の電気機関車よりも低コストで運行できることが示された。
5両のバイポーラ（10250 - 10254）は1919年に湾岸線で定期運行を開始した。タコマからオテロまで無停車で走行でき、蒸気機関車では重連運転が必要な勾配でも単機で運用可能であるなど、従来使用された蒸気機関車より目を見張るほどにコストが削減でき、空調も完備されているなど、蒸気機関車による煤煙から開放された快適な旅行は大々的に広告に利用され、EP-2は「線路の女王」(Queen of the Rails)と称された。
1939年に車番を10250 - 10254からE1 - E5に改番し、1953年まで湾岸線で運用された。同年、導入から35年が経過し、戦時中の過酷な運用で劣化が進行していたことから、5両全車に1両当たり約40,000ドルの費用で改造工事を施工する事となった。高速化のために主電動機への分流器の追加、転がり軸受の取り付け、総括運転機能の追加、フラッシュボイラーの取り付け、車体の流線形化などが行われた。試作的にタコマ工場で改造されたE5は予算を超過したため、他の4両はミルウォーキー工場にて改造された。しかし、ミルウォーキー工場は電気機関車の改造工事に不慣れであったため、改造前より電気火災や故障を生じやすくなったとされる。後にタコマ工場にて、それらを改善する作業が行われた。
1955年以降は、カスケード山脈越えの湾岸線の大陸横断列車がオリンピアン・ハイアワサの1往復だけとなって運用が減少したことから、1957年半ばに湾岸線から山岳線に転属となる。しかし、山岳線の最高速度（一部場所で時速80マイル以上）が湾岸線（毎時60〜65マイル）より速かったために老朽化が急速に進行し、1958年から1960年にかけて5両全機が引退した。
1962年にE2を除く4両がシアトルへ回送され、そのまま解体処分された。E2は1962年にミズーリ州セントルイスの交通博物館に寄贈され、1953年の改造時の外観に復元の上で静態保存されている。

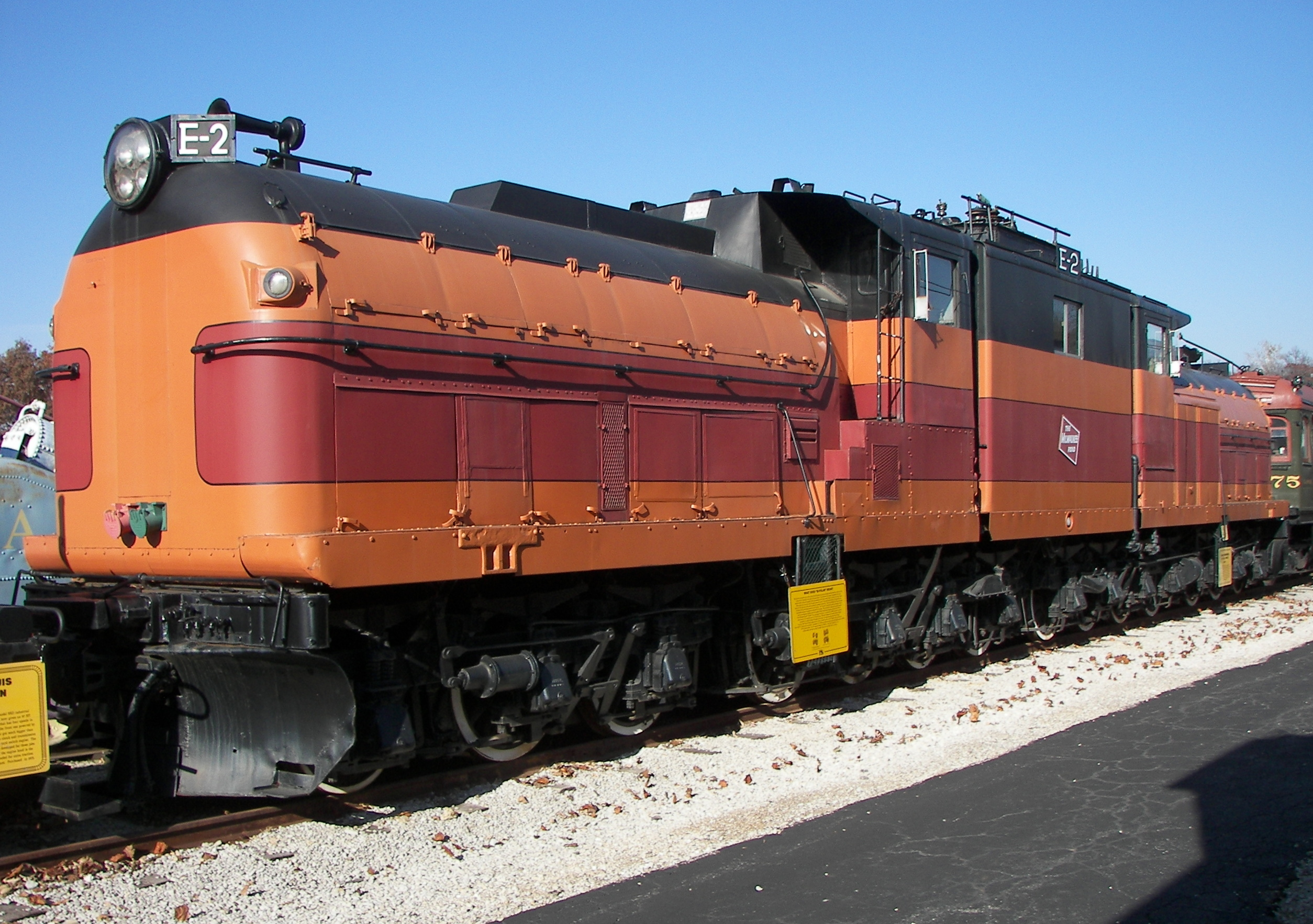
静態保存されているE-2（2008年）

## 購入した会社
| 所有者             | 製造数 |
| ------------------ | ------ |
| ミルウォーキー鉄道 | 5      |